# Haftu Strintzos
Haftu Strintzos (* 27. August 1999 in Hazwien, Äthiopien) ist ein australischer Leichtathlet, der sich auf den Langstreckenlauf spezialisiert hat.

## Sportliche Laufbahn
Haftu Strintzos wurde in Äthiopien geboren und wurde als Kind adoptiert und wuchs in Melbourne auf. 2019 begann er ein Studium an der Villanova University in den Vereinigten Staaten und schloss dieses 2023 ab. Im Jahr darauf sammelte er erste internationale Erfahrungen, als er bei den Crosslauf-Weltmeisterschaften 2024 in Belgrad nach 29:22 min auf den 23. Platz im Einzelrennen gelangte. Anschließend siegte er bei den Ozeanienmeisterschaften in Suva in 29:17,97 min im 10.000-Meter-Lauf und gewann über 5000 Meter in 14:08,03 min die Silbermedaille hinter seinem Landsmann David McNeill. 

## Persönliche Bestzeiten
- 5000 Meter: 13:34,41 min, 15. Februar 2024 in Melbourne
  - 3000 Meter (Halle): 7:56,07 min, 26. Februar 2022 in Chicago
  - 5000 Meter (Halle): 13:48,72 min, 25. Februar 2022 in Chicago
- 10.000 Meter: 28:33,10 min, 2. Dezember 2023 in Melbourne